# One Time for All Time
One Time for All Time – drugi album studyjny  angielskiego zespołu 65daysofstatic, wydany 24 października 2005 roku nakładem Monotreme.

## Lista utworów
1. "Drove Through Ghosts To Get Here" – 4:18
2. "Await Rescue" – 4:44
3. "23kid" – 4:32
4. "Welcome To The Times" – 3:53
5. "Mean Low Water" – 4:00
6. "Climbing On Roofs (Desperate Edit)" – 2:27
7. "The Big Afraid" – 2:08
8. "65 Doesn't Understand You" – 5:36
9. "Radio Protector" – 5:26

Utwory bonusowe wydane jedynie w Japonii (przed premierą singla Retreat! Retreat!)
- "AOD" – 6:15
- "The Major Cities Of The World Are Being Destroyed One By One By The Monsters" – 4:09